# 9707 Petruskoning
9707 Petruskoning eller 3226 T-3 är en asteroid i huvudbältet som upptäcktes den 16 oktober 1977 av den nederländsk-amerikanske astronomen Tom Gehrels och det nederländska astronomparet Ingrid van Houten-Groeneveld och Cornelis Johannes van Houten vid Palomarobservatoriet. Den är uppkallad efter Petrus A. Koning.
Asteroiden har en diameter på ungefär 9 kilometer.